# Sophus Lie
Marius Sophus Lie (Nordfjordeid, 17 de desembre de 1842 – Christiania (actual Oslo), 18 de febrer de 1899) va ser un matemàtic noruec. Creà gran part de la teoria de la simetria contínua, i va fer estudis de geometria i equacions diferencials.

## Biografia
Sophus Lie va néixer a Nordfjordeid, Noruega, essent el menor de 6 criatures. De jove intentà emprendre la carrera militar però com que tenia miopia va passar a estudiar a la Universitat d'Oslo.
Es va doctorar el 1872, amb una tesi sobre Una classe de transformacions geomètriques.
Va ser membre honorari de la Societat Matemàtica de Londres el 1878, Membre de l'Acadèmia Francesa de les Ciències el 1892, Membre de la Royal Society de Londres el 1895 i associat forà de l'Acadèmia de Ciències dels Estats Units el 1895.
Lie va descobrir que el Grups de Lie que ell va anomenar Grups de transformació continus. podien ser entesos millor "linealitzant-los", i estudiant els corresponents camps vectorials generadors (els anomenats, generadors infinitesimals). Els generadors obeeixen una versió linearitzada de la llei del grup anomenada el commutador, i tenen `l'estructura del que avui s'anomena àlgebra de Lie.
Sophus Lie morí per anèmia perniciosa causada per carència de vitamina B₁₂.